# U 176
U 176 war ein deutsches U-Boot vom Typ IX C, welches im Zweiten Weltkrieg von der deutschen Kriegsmarine eingesetzt wurde. Auf drei Unternehmungen patrouillierte das Boot im Nord-, Mittel- und Westatlantik.

## Einsatz
U 176 lief am 12. September 1941 vom Stapel und wurde am 15. Dezember 1941 unter dem Kommando von Reiner Dierksen in Dienst gestellt. Dierksen lief am 15. Juli von Kiel aus zur ersten Unternehmung mit diesem Boot aus. U 176 sollte im Nordatlantik, östlich der Neufundlandbank patrouillieren. 

### Angriff auf SC 94
Am 8. August griff Dierksen mehrere Schiffe an, die sich dem Konvoy SC 94 angeschlossen hatten, der bei Kap Breton zusammengestellt worden war und sich auf dem Weg nach Nordengland befand. Kurz nach drei Uhr Nachmittags traf Dierksen mit zwei Fächerschüssen drei Schiffe. 
- Der britische Dampfer Trehata, der für die Hain Steamship Company fuhr, sank infolge des Torpedotreffers um 15:18 Uhr. Einunddreißig britische Seeleute, inklusive des Kapitäns, kamen ums Leben. Fünfundzwanzig Überlebende wurden von dem norwegischen Dampfer Inger Lise aufgenommen und nach Preston gebracht.[2]
- Der britische Dampfer Kelso mit 3.956 BRT, der auf der Position hinter der Trehata fuhr, sank um 15:20 Uhr. Drei Man der Besatzung der Kelso kamen ums Leben. 41 Überlebende wurden von der kanadischen Korvette HMCS Battleford aufgenommen und nach Greenock gebracht.[2]
- Der britische Dampfer Mount Kassion mit 7.914 BRT befand sich auf der Position hinter der Kelso. Auch die Mount Kassion wurde durch Dierksens Fächerschuss getroffen, sank aber erst am Vormittag des folgenden Tages. Alle 54 Besatzungsmitglieder überlebten und wurden von der britischen Korvette HMS Primrose aufgenommen.[2]

In den Morgenstunden des folgenden Tages griff Dierksen den britischen Dampfer Radchurch an und versenkte ihn mit einem Torpedo. Ein Besatzungsmitglied der Radchurch kam ums Leben. 40 Überlebende wurden von der HMCS Battleford aufgenommen.

## Versenkung
Am 15. Mai 1943 wurde U 176 nordöstlich von Havanna bei den Koordinaten 23° 21′ N, 80° 18′ W von einer Vought Kingfisher des Geschwaders VS-62 der US Navy und dem kubanischen Patrouillenboot CS13 versenkt. Die gesamte Besatzung von 52 Mann mit Korvettenkapitän Reiner Dierksen verlor dabei ihr Leben.